# Hlubina
Hlubina (v anglickém originále Below) je americký druhoválečný hororový film, který režíroval David Twohy. Autory scénáře jsou Lucas Sussman, Darren Aronofsky a David Twohy. V hlavních rolích hrají Bruce Greenwood, Olivia Williams, Matthew Davis, Holt McCallany, Scott Foley, Zach Galifianakis, Jason Flemyng a Dexter Fletcher.
Exteriéry byly natočeny v oblasti Michiganského jezera s využitím USS Silversides, americké ponorky z druhé světové války. Ostatní záběry byly natočeny v Pinewood Studios.

## Příběh
V roce 1943 hlídkuje v Atlantském oceánu ponorka USS Tiger Shark. Obdrží rozkaz zachránit trosečníky spatřené britským hlídkovým letadlem PBY Catalina. V poli trosek nalezne tři trosečníky – britskou zdravotní sestru a dva námořníky. Jeden je zraněný. Trosky pocházejí z britské nemocniční lodě, která byla před několika dny torpédována. Během záchrany trosečníků spatří německou válečnou loď, která na ně zaútočí. Následuje několik střetnutí, při nichž je ponorka těžce poškozena hlubinnými pumami.
Ihned po prvním útoku objeví velící důstojník ponorky poručík Brice (Bruce Greenwood), že zraněný námořník Ben Archerlift je ve skutečnosti německý válečný zajatec a pilot Luftwaffe. Brice má s ním konfrontaci, protože si myslí, že to on má na svědomí objevivší se podivné zvuky, aby prozradil jejich pozici německé válečné lodi. Věří, že to měla být sabotáž, a zastřelí Němce právě tehdy, když zpanikaří a popadne skalpel, aby se bránil. Posádka ponorky se setká s děsivým úkazem spojeným se smrtí předchozího kapitána Winterse. Podle tvrzení Brice byl Winters zabit, když se snažil získat trofej z torpédované německé lodě; tehdy upadl, uhodil se do hlavy a utopil se dříve, než mohl být zachráněn.
Jsou slyšet neznámé hlasy. Série mechanických problémů způsobí, že ponorka se začne otáčet zpět k místu, kde se nachází potopená německá loď. Členové posádky nepředvídatelně umírají velkou rychlostí. Začnou podezírat nadpřirozené síly. Je též zpochybňována Briceho verze smrti kapitána Winterse.
Vyjde najevo, že Brice a dva další vyšší důstojníci jsou za smrt kapitána Winterse zodpovědní a že britská nemocniční loď byla zaměněna za německou a potopena ponorkou Tiger Shark. Tito tři důstojníci si nemohli dovolit nést na svých bedrech tento incident, a tak si vymysleli krycí verzi a zabili kapitána, který se snažil zachránit z oceánu raněné a zmírnit tak alespoň částečně tuto drastickou chybu, které se on a jeho posádka dopustila. Tato skutečnost je zjištěna poté, co je jeden z vyšších důstojníků záhadně zabit při práci vně ponorky a jiný je napíchnut na venkovní konstrukci při pokusu o útěk po spatření Wintersova ducha.
Loď je ochromena zvyšujícím se množstvím nehod a pouze pět členů posádky zůstává naživu: Brice, Odell, Claire, Stumbo a excentrický Wallance (Wally). Brice a Claire jsou na hladinové palubě. Claire spatří v oblasti další loď a pokusí se přitáhnout její pozornost, avšak Brice jí přiloží pistoli k hlavě. Doženou ho však výčitky svědomí, zastřelí sám sebe a padá mrtev do oceánu. Čtyři přeživší jsou zachráněni lodí, kterou uviděla Claire. Ukáže se, že je britská. Tiger Shark se nakonec potopí a klesná na dno na věčný odpočinek hned vedle britské nemocniční lodě, kterou potopila.

## Obsazení
| Bruce Greenwood      | poručík Brice        |
| Matthew Davis        | Odell                |
| Olivia Williams      | Claire Paige         |
| Holt McCallany       | poručík Paul Loomis  |
| Scott Foley          | poručík Steven Coors |
| Zach Galifianakis    | Wallance             |
| Jason Flemyng        | Stumbo               |
| Dexter Fletcher      | Kingsley             |
| Nick Chinlund        | náčelník             |
| Andrew Howard        | Hoag                 |
| Christopher Fairbank | Pappy                |

## Produkce
Pro natáčení exteriérů USS Tiger Shark použili producenti ponorku USS Silversides (SS-236) třídy Gato z období druhé světové války nacházející se v Muskegonu ve státě Michigan. Během natáčení byla tažena po Michiganském jezeře.